# Suchilapan del Río
Suchilapan del Río es una localidad en el municipio de Jesús Carranza, Veracruz, México. En el 2010, tenía una población de 2487 habitantes.